# Peter Knowles
Peter Knowles (ur. 30 września 1945 w Fitzwilliam, koło Wakefield w Yorkshire w Anglii) – angielski piłkarz.
Urodził się w angielskim miasteczku górniczym. Rozpoczął, tak jak jego ojciec, grę w rugby w Wakefield Trinity. Jednak głównym rodzinnym sportem stała się piłka nożna. Grę rozpoczął w Wolverhampton Wanderers, zdobywając 61 goli. Potem został powołany do angielskiej reprezentacji juniorów. W czasie przerw między sezonami grał w Stanach Zjednoczonych, propagując tam piłkę nożną. Tam skontaktował się ze Świadkami Jehowy, jak sam stwierdził, było to przełomowe wydarzenie w jego życiu. W roku 1970 został świadkiem Jehowy i zakończył swoją krótką karierę sportową – ostatni mecz zagrał przeciwko Nottingham Forest. Jego brat Cyril Knowles był zawodowym piłkarzem. Żonaty z Jean Knowles. W 1991 roku muzyk Billy Bragg nagrał utwór, który nawiązuje bezpośrednio do historii Knowlesa, jest to piosenka o nazwie „God's Footballer”, z albumu Don't Try This at Home.